# Marquesat de Millesimo
El marquesat de Millesimo fou una jurisdicció feudal d'Itàlia, sorgida de la fragmentació dels dominis de la branca de Finale de la família Del Carretto, que era d'origen aleramici.
A la mort de Bonifaci del Vasto vers 1125 el seu fill Enric del Vasto va rebre unes terres conegudes a la història com el marquesat del Carretto (Enric és conegut com a Enric I el Guerxo o Enric I del Carretto tot i que no va emprar mai aquest cognom, i que mai fou un títol), que es va titular marquès de Savona, de Noli, de Finale, de Roccaverano i de Quiliano. Enric fou l'origen de les diverses famílies portant el cognom Del Carretto i va morir a Finale el 1184 deixant a més d'una filla que fou marquesa de Ponzone per matrimoni, dos fills que foren bisbes de Savona, i dos fills que van rebre algunes terres: el petit, Otó, va rebre Savona i fou marquès de Dego i Roccaverano fundant la línia de marquesos de Dego que el 1191 va cedir Savona a Gènova i el 1209 la resta de territoris a Asti i va deixar de ser sobirana; i el gran Enric II va ser marquès de Noli i de Finale, que va morir el 1231 deixant només un fill mascle viu, Jaume, que fou marquès de Noli i de Finale i vicari imperial a Llombardia, i des de 1251 marquès de Novello, Monchiero, Lequio i Saliceto; va morir a Finale el 21 d'octubre de 1268 i el van succeir tres fills: el petit Antoni que fou marquès de Finale i Noli; el segon, Enric, que fou marquès de Novello; i el gran, Conrad, que fou marquès de Saliceto i senyor de Millesimo, Cengio, Rocchetta, Rocca Vignale, Mallare, Altare, Osiglia i Gottasecca, i consenyor de Cosseria, Cairo, Paschiera, Bagnasco, Ferrania, Fornelli i Carcare; el primogenit de la família Carretto portava el títol nominal de marquès de Savona, que Conrad va emprar però sense cap autoritat a la ciutat o comarca. Tots els seus successor en les branques sènior foren marquesos nominals de Savona. D'aquesta manera es van formar tres branques conegudes com a Finale, Novello i Millesimo (i no pas de Saliceto).
Bonifaci I de Saliceto portava el títol de marquès tot i que era només era senyor de Millesimo. No se sap quan va morir i el va succeir el seu fill Francisquet II que va abandonar el cognom Saliceto pel de Della Rocca i va morir el 1385 o 1386; un altre fill, Jordi, foi senyor de Grana i Roccavignale el 1390; i un tercer, Joan, fou senyor (1421) i després marquès (1434) de Dego, i senyor (1421) de Mallare i Altare (+1434). Aquesta línia de Dego va continuar amb el seu fill Felip I, marquès de Dego i senyor d'Altare (+1469) mentre el seu germà Facino fou senyor de Mallare (senyoria confiscada pel marquès de Montferrat per felonia si bé fou entregada a dos fills i després a un net). A Felip el va succeir el seu fill Joan Galeot (+ després del 1515) i a aquest el seu fill Felip II o Felipet (+1532) que va deixar el marquesat als dos fills Joan Jaume I (1532-1536) i hauria mort vers 1538, i Antoni Maria, mort el 1594, que després fou senyor d'Altare i de Mallare (1559). El marquesat fou confiscat el 1536 i Antoni Maria va deixar les senyories als seus fills Felip III (+1619) i Joan Jaume (+ vers 1625); el primer les va llegar als seus quatre fills Oderic, Alexandre, Joan Galeot i Cèsar Antoni (morts el 1635, 1630, 1623 i 1629) que les van perdre el 1632.
Francisquet II Della Rocca fou marquès de Savona i senyor de Millesimo i el va succeir el seu fill Bonifaci II que el 1431 va haver de compartir la senyoria amb els seus nebots Conrad II de Grana i Roccavignale (fill de Jordi senyor de Grana i Roccavignale) i Odonet (Oddonino) que fou consenyor de Cengio i governador de Piacenza (1414) i capità i comissari del marquesat de Monrfettat (1426). Francisquet II va morir després del 1431 i va deixar els seus drets als seus dos fills sobrevivents (quatre havien mort) Andreu i Guillem que s'esmenten a la segona meitat del segle xv.
Conrad II i Odonet van formar sengles branques: 
Conrat II que fou senyor de Grana i Roccavignale, fou consenyor de Millesimo i de Cosseria (1431), senyor de Casaleggio (1440), podestà de Verona (dos mesos el 1404) i de Gènova (tres anys, del 1409 al 1412). ambaixador, va morir a Jerusalem el 1452. El van succeir els seus fills Joan Teodor (+1475) i Jordi (+ vers 1470); el segon va morir sense fills i al primer el va succeir el seu fill Galeot I (poeta i historiador) mort el 31 d'octubre de 1530 sense hereu legítim, recollint la successió el seu germà Albert succeït en data desconeguda conjuntament pels seus fills Joan Vicenç, que vivia encara el 1560, i Joan Ambròs que no tenia fills mascles i va renunciar el 1549 morint vers 1555. El fill gran de Joan Vicenç, Albert va morir abans que ell deixant un fill, Aleram, que fou consenyor d'Altare i Roccavignale però va morir sense fills vers 1598 i la successió va passar a Galeot II, germà d'Albert, que va morir el 1589 i el va succeir el seu fill Pròsper que fou marquès e Grana i comte de Millesimo, morint el 18 de desembre de 1591; el va succeir el seu fill Francesc Antoni, marquès e Grana i comte de Millesimo (i nominal marques de Savona) fou un general imperial i va morir a Viena el 1651; el va succeir el seu fill Otó Enric, també general imperial, i capita general dels Països Baixos, mort el 15 de juny de 1685. No va tenir fills mascles i el va succeir la seva filla Maria Enriqueta (+1744) que va aportar els drets a Felip Carles d'Aremberg, tercer duc d'Aremberg i duc d'Arschot (+1691)
I la del segon va seguir amb el seu fill Otó consenyor de Millesimo i Cengio, mort a Roma el 1465; el van succeir els seus fills Odonet II (+1477) i Octavià I (+1499); a aquest darrer el va succeir el seu fill Nicolau I (+1536) i a aquest el seu fill Octavia II que el 10 de setembre de 1536 fou elevat a comte de Cengio i de Millesimo i va morir el 1559, succeint-lo en els comtats el seu fill Nicolau II (+1591); el següent comte fou el seu fill Joan Baptista +1616); un germà, Esteve, va fundar una branca a Bohèmia. Joan Baptista va deixar els comtats al seu fill Nicolau III (+1661) pare d'Esteve I, que fou marquès de Caselle (1679) i va morir el 1682. El va succeir el seu fill Domenec Francesc, marquès de Caselle i comte de Cengio i Millesimo (+1715) al que va succeir el seu fill Esteve II que fou cavaller a la cambra del rei de Sardenya i va morir almenys el 1778. El seu hereu fou el fill Joan Enric, coronel a l'exèrcit del rei de Sardenya, mort sense successió el 1799.